# 矢山利彦
矢山 利彦（ややま としひこ、1952年 - ）は日本の医師。Y.H.C.矢山クリニック院長。福岡県出身。空手道五段。

## 略歴
- 1980年 - 九州大学医学部医学科卒
- 1983年 - 九州大学医学部第二外科入局
- 1987年〜2001年 - 佐賀県立病院好生館外科医長、東洋医学診療部長
- 2001年 - Y.H.C.矢山クリニック開院